# بیگانه (فیلم ۱۹۲۴)
بیگانه (انگلیسی: The Stranger) یک فیلم به کارگردانی جوزف هنابری است که در سال ۱۹۲۴ منتشر شد.

## بازیگران
- بتی کامپسن
- ریچارد دیکس
- لوئیس استون
- تالی مارشال
- رابرت شیبل
- Mary Jane Irving
- فرانک نلسون
- ماریان اسکینر